# NGC 4175
NGC 4175 este o galaxie activă situată în constelația Părul Berenicei. A fost descoperită în 11 aprilie 1785 de către William Herschel. Se află la o distanță de 57,9 de megaparseci de Pământ.